# دانيال بيرت
دانيال بيرت هو سياسي كندي، ولد في 14 سبتمبر 1847 في برانت في كندا، وتوفي بنفس المكان في 16 أكتوبر 1924. حزبياً، نشط في الحزب الليبرالي في أونتاريو ‏. وقد انتخب عضو برلمان مقاطعة أونتاريو.